# NGC 7751
NGC 7751 is een spiraalvormig sterrenstelsel in het sterrenbeeld Vissen. Het hemelobject werd op 27 september 1785 ontdekt door de Duits-Britse astronoom William Herschel.

## Synoniemen
- UGC 12778
- MCG 1-60-35
- ZWG 407.57
- IRAS 23444+0635
- PGC 72381